# 許愛周家族

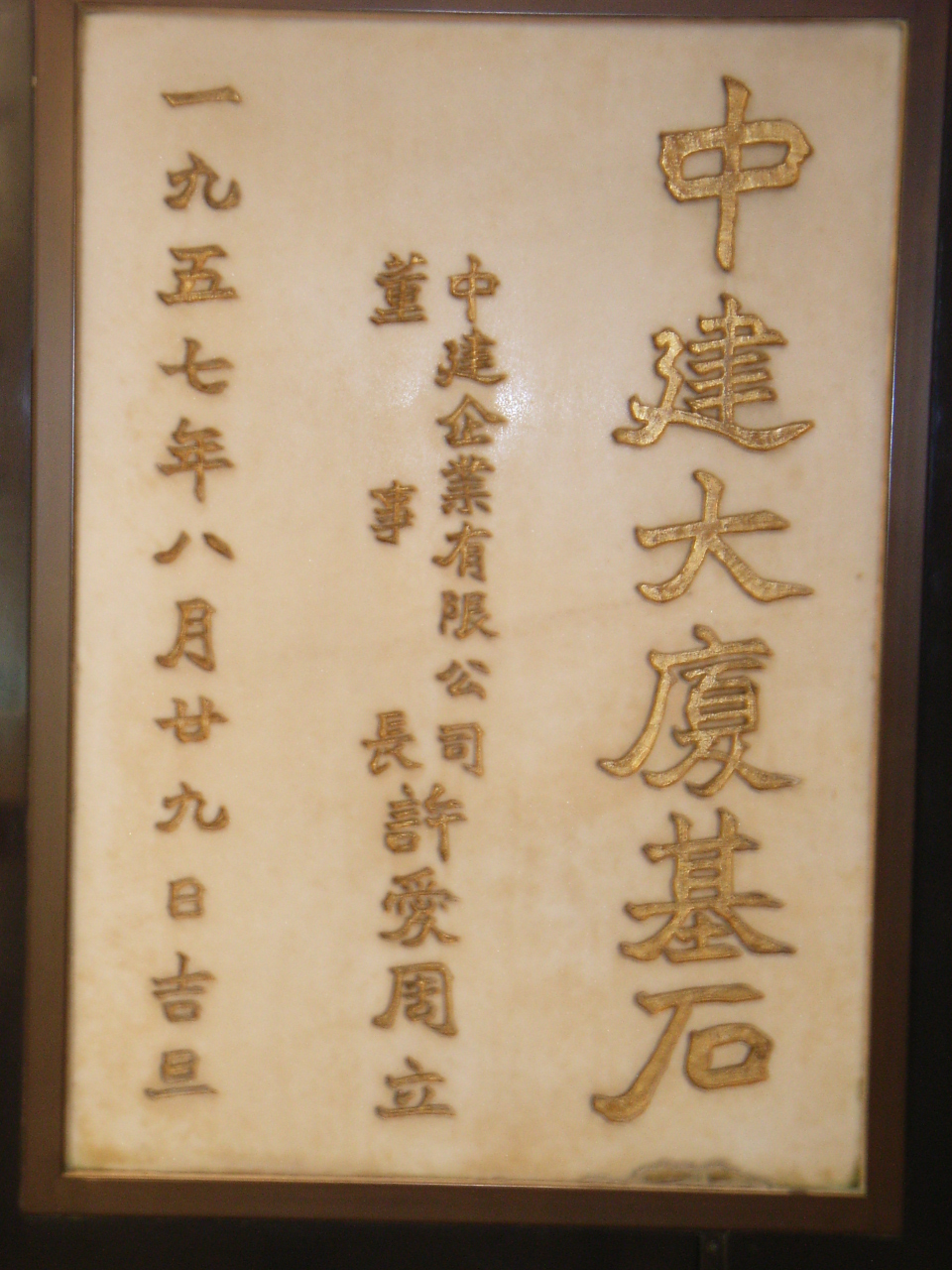
畢打街1號中建大廈

許愛周家族是香港望族之一，籍貫廣東湛江。香港大學有許愛周科學館紀念他。

## 家族特色
許愛周家族中之各種特色：
- 許世勳、許晉強既是叔侄，亦是連襟（許簡幸春、許簡瑞華是姊妹）
- 與何東家族有一段姻親關係：
  - 許晉亨先生＝何超瓊女士（已離婚）
- 與傅浩堅家族有一段姻親關係：
  - 許建業先生＝傅恩寧女士
- 馬主世家：多位家族成員皆為馬主
  - 許晉封：奔踶、山皇
  - 許晉強與許簡瑞華：尊嚴、必得勝（同一馬名曾使用四次）、必定勝、必全勝（同一馬名曾使用兩次）、必易勝、必常勝、必連勝、必勁勝、必長勝（同一馬名曾使用兩次）、必永勝、必穩勝、必頻勝、必祥勝
  - 許晉奎：無敵金剛（同一馬名曾使用兩次）、神奇金剛、王者金剛、神勇金剛、風雷金剛、神威金剛、神鑽金剛、神俊金剛、神彩金剛、神龍金剛、神劍金剛、神箭金剛、神速金剛、神力金剛、神雄金剛、神幻金剛、神電金剛、神霸金剛、神寶金剛、神火金剛、神亮金剛、神朗金剛、神逸金剛、神毅金剛、神魔金剛、神煞金剛、神虎金剛、神異金剛、神燦金剛、同喜（同進團體）
  - 許晉平：三文治、祇是激、差事
  - 許士芬與許江國采：皆利年（同一馬名曾使用兩次，其中一匹為許江國采與郭永亮合夥）、勝利年、超羣駒、萬利年、駿利年（許江國采與許晉義合夥）、勝利年（許江國采與郭永亮合夥）
  - 許晉義：北極神、幸運寶島、威王、駿利年、威利年、新威王、高明王、再威王、大明王、新明王、康威王、聖法理、聖迪達、聖樂邦、聖明王、聖驛善、健威王、特務飛龍、盧吉寶、嘉域騏、和平路、麒麟三寶（與黃振明、高叔平合夥）、高明威威（高明團體）、心寶貝、鴻圖戰士（鴻圖團體）、戰車、金騎士（馬車會所賽馬團體）、勝利馬車、神奇馬車、神勇馬車、雄心馬車、神駿馬車、神速馬車（新馬車會所團體）
  - 許晉廉：紅利年、場長勝
  - 許建業：必定掂、湛江最醒、場長勝
  - 許世勳與許簡幸春：西班牙扇、誘惑（同一馬名曾使用兩次）、迷惑、炫惑、媚惑、靈惑、螢惑、奢惑、巧惑、揚惑、狂惑、佔先、綺惑、卓惑（同一馬名曾使用兩次）、權惑（同一馬名曾使用兩次）、湧惑、嘉惑、計惑、鋒惑、策惑、醒惑、燦惑、星惑、創惑、精惑、勁惑、賞惑、讚惑、喜惑、歡惑、控惑、誇惑、期惑、果惑、翔惑、獻惑、估惑（同一馬名曾使用兩次）
  - 許晉乾：玉釵香、潮州音樂、未知數、老虎乸
  - 許晉亨、何超瓊與李嘉欣：湯王、醉仙、醉醒、醉神、醉激、醉味、快意、一寶、貳寶、駟寶、陸寶、七寶、驃寶、捌寶、玖寶、皇寶、奇寶、興惑、榮惑、敬惑、駿寶、尚寶、耀寶、亮寶、戰寶、凌駕、凌厲（誠意團體）、不可擋、利不可擋（駿馬團體）、壹喜（醉開心團體）、鐵金剛（22/23蔡約翰練馬師賽馬團體）
  - 許建中與許建德：湛江最醒、無忌

## 家族成員
- 許愛周先生（1881年—1966年）[1]
  - 許歧伯先生[2]＝陳瓊如女士[3]、馮寶芝女士[4]
    - 許晉封先生＝蔡意誠女士
      - 許建安女士＝郭健仁先生
      - 許建居先生＝葉靜儀女士

    - 許晉強先生＝簡瑞華女士
      - 許建香女士＝關正琛先生
      - 許建江先生＝張美雲女士
      - 許建珠女士

    - 許雪芳女士＝黃紹隆先生[5]
    - 許雪鴻女士＝何子樑先生
    - 許晉奎先生
    - 許雪桃女士
    - 許晉齡先生＝布海倫女士
    - 許雪碧女士
    - 許晉和先生＝董唯曼女士
    - 許晉平先生＝黃妙玲女士
      - 許建邦先生

  - 許士芬先生[6]＝江國采女士[7]
    - 許雪禮女士＝郭有仁醫生
      - 郭永亮先生＝黃兆賢女士
      - 郭永聰先生＝李兆婷醫生
        - 郭子鈞先生 （許雪禮 郭有仁孫輩 父母不詳）
        - 郭子釗先生 （許雪禮 郭有仁孫輩 父母不詳）
        - 郭晉熹先生 （許雪禮 郭有仁孫輩 父母不詳）
        - 郭懿德女士 （許雪禮 郭有仁孫輩 父母不詳）

    - 許晉義先生＝申屠麗華女士
    - 許晉廉先生＝張茘萱女士
      - 許建業先生＝傅恩寧女士[8]
        - 許立賢先生 （許晉廉孫輩 父母不詳）
        - 許立怡女士 （許晉廉孫輩 父母不詳）
        - 許立恆先生 （許晉廉孫輩 父母不詳）

  - 許世勳先生＝簡劍勳女士（又名簡幸春）
    - 許晉乾先生＝鄧瑞歡女士[9]
      - 許建中先生＝林麗穎女士
      - 許建德先生＝張為琇女士
        - 許百賢先生 （許晉乾孫輩 父母不詳）
        - 許栢朗先生 （許晉乾孫輩 父母不詳）
        - 許加縉先生 （許晉乾孫輩 父母不詳）
        - 許洺悅女士 （許晉乾孫輩 父母不詳）

    - 許雪元女士＝伍恩倫先生
    - 許晉亨先生＝何超瓊女士（離婚）、李嘉欣女士
      - 許建彤先生

  - 許麗珍女士＝江昌業先生

## 外部連結
- 中國僑界：許愛周家族的湧泉之報